# Eumecochernes
Genre
Eumecochernes est un genre de pseudoscorpions de la famille des Chernetidae.

## Distribution
Les espèces de ce genre sont endémiques d'Hawaï.

## Liste des espèces
Selon Pseudoscorpions of the World (version 3.0) :
- Eumecochernes hawaiiensis (Simon, 1900)
- Eumecochernes oceanicus Beier, 1932
- Eumecochernes pacificus (With, 1905)

## Publication originale
- Beier, 1932 : Pseudoscorpionidea II. Subord. C. Cheliferinea. Tierreich, vol. 58, p. 1-294.